# NGC 6670
NGC 6670 في الفهرس العام الجديد، هي مجرة، تقع في كوكبة التنين. اكتشفت في 31 يوليو 1886 بواسطة لويس سويفت.
اكتشف بعد ذلك أن  NGC 6670  هو زوج من المجرات المتفاعلة التي تقع على بعد حوالي 401 مليون سنة ضوئية من الأرض. عبارة عن مزيج من مجرات قرصية متصادمتين تعرفان باسم NGC 6670E و NGC 6670W. المجرة أكثر سطوعًا بمقدار 100 مليار مرة من الشمس. اصطدمت المجرات بالفعل مرة واحدة من قبل وهي تتحرك الآن باتجاه بعضها البعض مرة أخرى على وشك الاصطدام الثاني. قدرهما الظاهري هو 14.3 ، ,حجمهما 1.0 دقيقة قوسية. يبعد مركزي المجرتين عن بعضهما البعض بنحو 50 سنة ضوئية.

## NGC 6670E
NGC 6670E  (المعروفة أيضًا باسم  NGC 6670-1  و  NGC 6670B ) عبارة عن مجرة قرصية تقع في الجانب الشمالي الشرقي من NGC 6670. دمرتها اصطدامها مع NGC 6670W. لها المنطقة النووية مع لمعان 18 لترًا  ⊙  / M  bol  بسبب كمية كبيرة من تشكل النجوم. كفاءة تكوّن النجوم أعلى أربع مرات على الأقل من قرص درب التبانة ، وتقترب من مرحلة انفجار نجمي. من المحتمل أن يكون هذا المقدار الكبير من تشكل النجوم ناتجًا عن اصطدامها مع NGC 6670W. إلى الجنوب الشرقي من النواة توجد منطقة مشوشة وغامضة ناتجة عن انقراض الغبار أو تركيز كبير من نجم أزرق. يقع NGC 6670E أمام NGC 6670W ويتجهان نحو بعضهما البعض. تعطلت حركة منطقة H I لهذه المجرة بسبب اصطدامها بـ NGC 6670W.

## NGC 6670W
NGC 6670W  (المعروف أيضًا باسم  NGC 6670-2  و  NGC 6670A ) عبارة عن مجرة قرصية تقع في الجانب الجنوبي الغربي من NGC 6670. جزء من NGC 6670. بقيت على حالها بعد اصطدامها مع NGC 6670E. المنطقة النووية الخاصة بها أغمق قليلاً من NGC 6670E ، حيث يتم قياسها عند 11 L  ⊙  / M  bol  ، لكن هذا الرقم لا يزال يشير إلى مستوى أعلى من المعتاد لإنتاج النجوم. كلا الجانبين الغربي والشرقي للقرص منحنيان بشكل ملحوظ. المنطقة H I في NGC 6670W عبارة عن حلقة دوارة. يحتوي الطرف الغربي من المجرة على ذروة اتصال راديوي أقوى تشير إلى أنها قد تكون منطقة تشكل نجمًا مؤخرًا. <اسم المرجع = "NGC 6670 - IOP Science" />

## روابط خارجية
- NGC 6670 على موقع ويكي سكاي: DSS2, SDSS, GALEX, IRAS, Hydrogen α, X-Ray, Astrophoto, Sky Map, Articles and images

## اقرأ أيضا
- أرب 302